# Шаманізм
Шамані́зм — віра у те, що людина може бути духовним посередником між світом живих і світом духів. Релігійне явище, властиве народам Сибіру, Центральної Азії, Північної Америки, Індонезії та Океанії. Зазвичай шаманізм співіснує з іншими формами магії та релігії. Вирізняється вірою в особливо могутні надприродні можливості стародавніх професійних служителів культу, зв'язок з духами, та використанням екстатичних технік.
Якути ще в XIX ст. вважали, що людину може вилікувати тільки шаман. Процедура його лікування складалася із заклинань, пісень, танців, звернень до духів. Якщо після такого «лікування» людина перемагала хворобу, слава приписувалася шаману, а якщо помирала, винним оголошувався злий дух, що вкрав душу хворого.

## Характеристика шаманізму

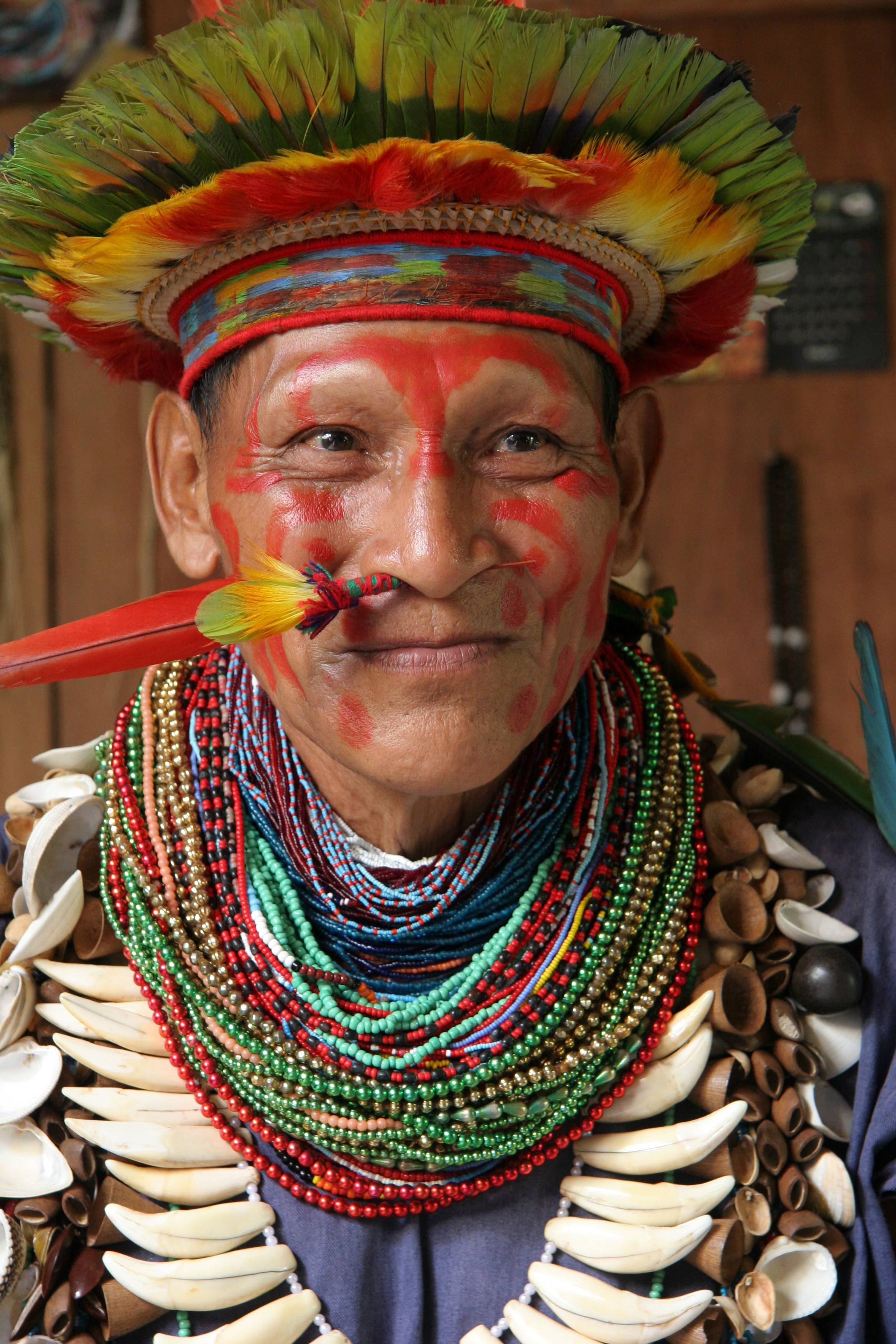
Шаман з екваторіальних лісів Амазонки

1. Поява професійних служителів культу. Вперше в історії релігії виникла група людей, які засоби для існування значною мірою або повністю здобували за рахунок виконання релігійних обрядів. Хоча в особі шаманів заявило про себе духовенство, церкви ще не було. Шамани не мали власної організації, а діяли в межах родоплемінної, підкоряючись ватажкам роду і племені.
2. Виокремлення головного об'єкта релігійного поклоніння — шаманських духів. З погляду тогочасних людей, ці духи служили шаманові, виконували його волю, допомагали пізнавати таємниці, билися зі злими духами.
3. Головна роль чоловіка в релігії. Кількість духів-жінок різко зменшилася, їх витіснили на задній план духи-чоловіки. Серед професійних служителів культу були й жінки, але з поглибленням процесу розпаду родового ладу їх ставало менше.
4. Використання істеричних нападів як засобів виконання релігійних обрядів. У багатьох народів шамани входили в екстаз і доводили себе до нападів, що призводило до нервових захворювань. Дуже часто саме нервовохворі ставали шаманами через свою незвичайність і обмежену здатність до суспільно корисної праці.
5. Використання оманливих дій як засобів виконання релігійних обрядів. Релігія виникла без будь-якого обману. І лише на стадії шаманізму до несвідомого одурманення додався свідомий обман, який став водночас і засобом відправлення релігійних обрядів, і однією з додаткових причин збереження релігійності. Деякі народи Азії, Австралії та Америки, які й тепер зберігають залишки первісного суспільства, перебувають під впливом шаманізму.

Елементи шаманізму існують в усіх сучасних релігіях. Це і професійна каста служителів культу, і уявлення про те, що священики перебувають в особливих відносинах із світом духів, і те, що головні представники надприродного світу — чоловічої статі. До цих елементів належить й екзальтація, властива окремим сучасним релігіям.

## Шаманізм у кінематографі
- Quantum Men (Carlos Serrano Azcona) Spain 2011
- Other Worlds (Jan Kounen) France 2004
- Bells From the Deep (Werner Herzog) Germany 1993
- The Mad Masters (Jean Rouch) France 1955
- Au pays des mages noirs (Jean Rouch) France 1947